# Житиште (община)

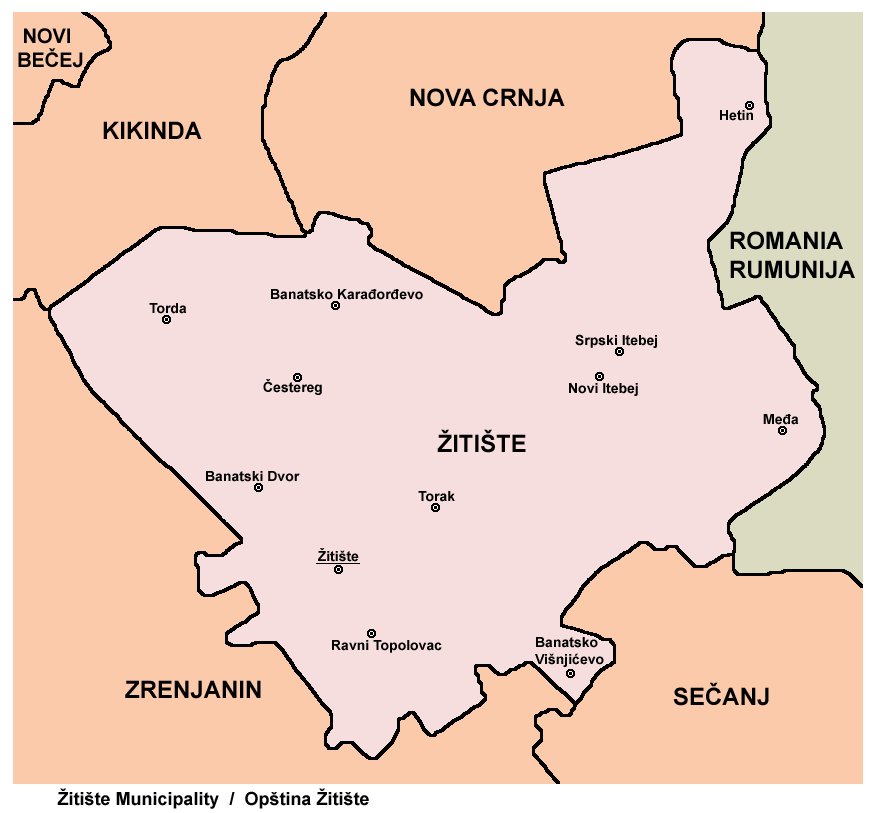

Общи́на Жити́ште (серб. Општина Житиште) — община в Сербії, в складі Середньо-Банатського округу автономного краю Воєводина. Адміністративний центр — містечко Житиште.

## Населення
Згідно з даними перепису 2002 року в общині проживало 20 399 осіб, з них:
- серби — 61,9%
- угорці — 19,7%
- румуни — 9,0%
- цигани — 3,8%
- югослави — 1,3%

## Населені пункти
Община утворена з 12 населених пунктів (1 містечка та 11 сіл):
| №  | Населений пункт         | Площа, км² | Населення, осіб (2002, перепис) |
| -- | ----------------------- | ---------- | ------------------------------- |
| 1  | Банатський Двор         | 36,2       | 1 263                           |
| 2  | Банатське Вишничево     | 7,8        | 384                             |
| 3  | Банатське Караджорджево | 59,1       | 2 508                           |
| 4  | Житиште1                | 48,5       | 3 242                           |
| 5  | Меджа                   | 48,7       | 1 155                           |
| 6  | Новий Ітебей            | 22,2       | 1 315                           |
| 7  | Равний Тополоваць       | 29,5       | 1 352                           |
| 8  | Српський Ітебей         | 112,8      | 2 405                           |
| 9  | Торак                   | 83,2       | 2 850                           |
| 10 | Торда                   | 51,6       | 1 771                           |
| 11 | Хетин                   | 28,4       | 763                             |
| 12 | Честерег                | 12,2       | 1 391                           |

1 — містечко